# 4℃

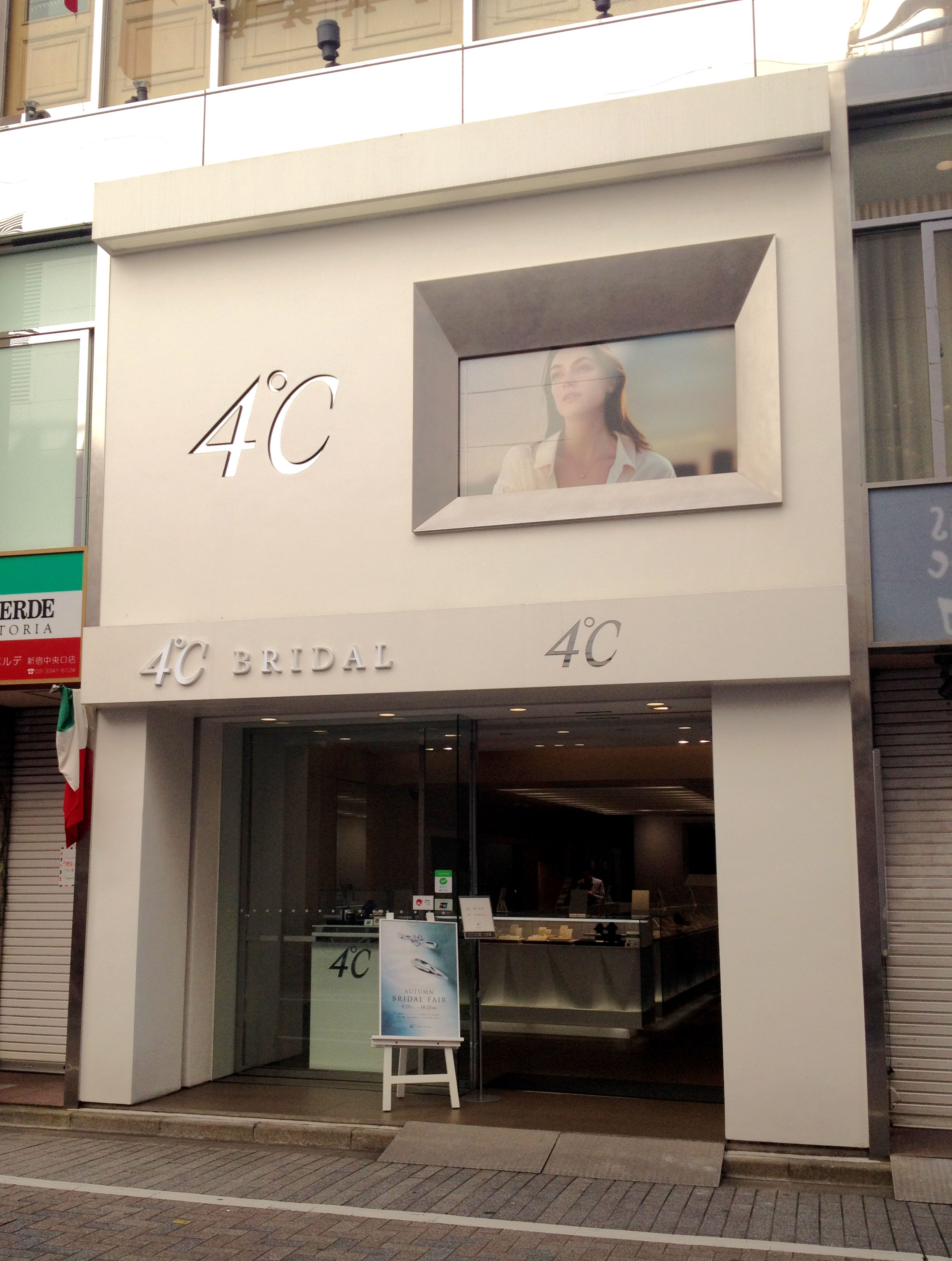
新宿店

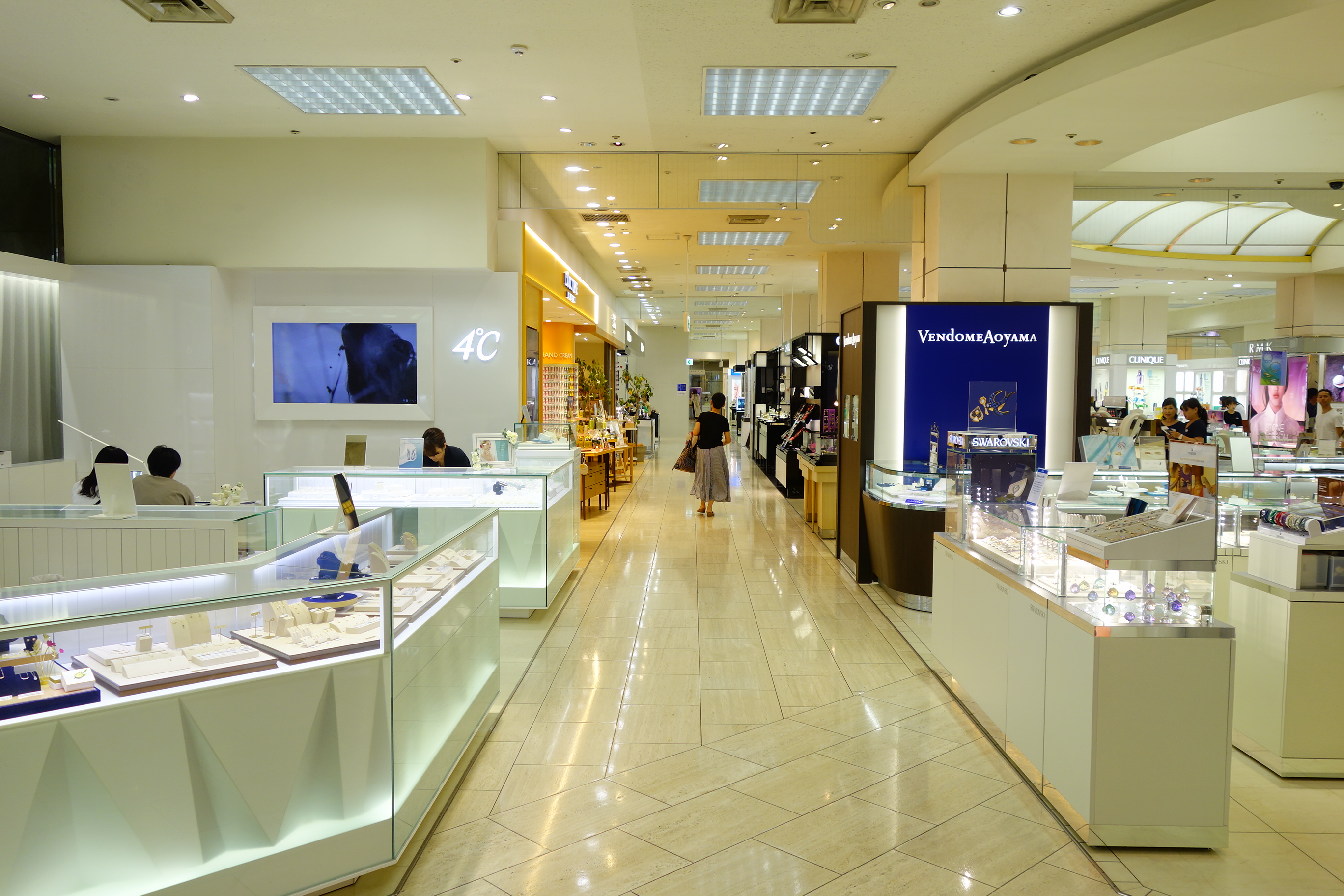
百貨店の4℃の店舗（左側）

4℃（よんどしー）は、エフ・ディ・シィ・プロダクツが展開する日本の宝飾ブランド。銀座の竹中銀座ビルディングに本店を置く。指輪、ネックレス、イヤリング、ピアスなどのジュエリーを主力商品に、廉価で洗練されたデザインで知られる。男性が女性へ贈るジュエリーとして手頃な商品が多く、白箱に濃紺色リボン掛けの贈答用外装をアイ・キャッチャーとする。
商品は売り切りで廉売せず、残りは鋳つぶして新デザインの商品に再生し、不要在庫削減、売れ筋増強、セール待ち回避、来店回数と購入頻度増加などを図り、販売前全数検品、接客研修の徹底的など品質管理を向上して2010年代半ばの停滞したジュエリー市場で成功した。
「4℃」は結氷した池底などの水温で、凍結水面下で魚類などが生息可能な「安息の場」を象徴する言葉として採る。会社は繊維販売会社として1950年代に設立し、1986年にジュエリー市場へ参入して2016年時点でアパレルが売上全体の4割を占める。ジュエリーを扱う中核ブランドの他に、ブライダル専門の4℃BRIDAL、日常のアイテムのcanal4℃など多くの派生ブランドを展開する。ブランド名が水に由来することから、途上国で水不足対策や水の衛生改善支援など水関連で社会貢献する。